# Веймарн Борис Володимирович
Борис Володимирович Веймарн (1909, Севастополь, Російська імперія — 1990, Москва, СРСР) — радянський дослідник історії мистецтва, сходознавець, доктор мистецтвознавства, дійсний член АХ СРСР (1973).

## Біографія
Народився 1909 року в Севастополі.
По закінченні університету працював в Музеї східних культур (1932—1948), у 1940—1961 роках також викладав у університеті.
Співавтор і редактор накладів «Всесвітня історія мистецтв», серії «Пам'ятки світового мистецтва», «Історія мистецтва народів СРСР» (1971—1984).
Помер в 1990 році в Москві.
Нагороди і премії:
- заслужений діяч мистецтв РСФСР
- Державна премія РСФСР імені І. Є. Репіна (1983) — за 2-томну працю «Радянське образотворче мистецтво 1917—1941», «Радянське образотворче мистецтво. 1941—1960»

## Основний доробок
- Б. В. Веймарн. Академія мистецтв СРСР і мистецтво Грузії. IV Міжнародний симпозіум грузинського мистецтва. Тбілісі, Мецніереба, 1983